# Буксирувана міна

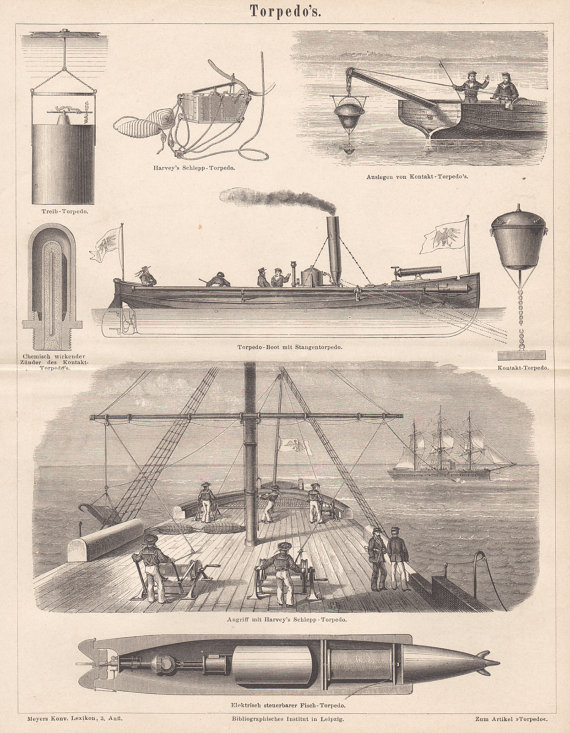
Торпеди та міни в кінці XIX століття. У числі інших показана буксирувана торпеда братів Гарвеїв, а також спосіб її застосування

Буксирувана міна — тип мінної зброї, який мав застосування в останній третині XIX століття. Являла собою несамохідний підводний снаряд, що буксирується бойовим кораблем або катером на довгому тросі або з метою захисту від таранного удару ворога, або з метою нападу на ворожі кораблі.

## Історія

### Буксирувана міна братів Гарвеїв
У кінці 1860-х британськими офіцерами — братами Гарвей — була розроблена так звана «буксирувана торпеда Гарвеїв». Вона являла собою міну обтічної форми, що буксирувалася броненосцем паралельно борту за допомогою довгого троса, закріпленого в носовій частині корабля. Детонатор міни приводився в дію електричним імпульсом з борта корабля-носія.
Міна Гарвеїв була в першу чергу оборонною зброєю. Її призначенням було захищати в бою корабель від таранних атак: передбачалося, що загрози наскочити на буксирувану міну буде досить, щоб утримати корабель противника від спроби завдати удару тараном. Крім того, якщо носій міни сам намагався таранити супротивника, буксируваними паралельно корпусу мінами сподівалися вразити ціль, навіть якщо й уникне удару тарана. У бойових діях міна не застосовувалася.

### Буксирувана міна Макарова («крилатка»)
У період Російсько-турецької війни 1877—1878 рр. Російські мінні катери і міноноски, що діяли проти турецьких кораблів в портах Кавказу і на Дунаї, використовували буксирувана міну як наступальну зброю. Лейтенантом (згодом — віце-адміралом) С. Й. Макаровим був розроблений особливий тип буксируваної міни, так звана «крилатка». «Крилатка» являла собою міну, яка утримується на плаву спеціальним буєм і споряджену 3-пудовим (49,2 кг) зарядом пороху, буксирувана на відносно довгому (35-40 метрів) тросі. Свою назву вона отримала за своєрідні «крила», які відводили міну на 30-40 градусів в бік від кільватерного сліду катера. За ідеєю, застосовуючи такі міни, екіпаж катера піддавався значно меншій небезпеці, оскільки відпадала необхідність наближатися до атакованого корабля впритул (тим більше, що «крилатка» долала і бон). Біля корабля противника мінний катер різко відвертав у сторону, вивільняючи буксирний канат. Міна, рухаючись за інерцією, заходила під корпус ворожого корабля і підривалася електричним запалом по кабелю.
Міни-«крилатки» кілька разів застосовувалися в бойових операціях, однак показали себе незручними в практичному використанні і були в підсумку замінені жердинними мінами. Ще пізніше мінні катери «Чесма» і «Синоп» були забезпечені засобами для пуску «самохідних мін» (Торпеда Уайтхеда). Їм, поряд з метальними мінами, і судилося стати основною активною зброєю мінних катерів Російського імператорського флоту.

## Подальший розвиток
З появою на озброєнні військових флотів перших відносно боєздатних підводних човнів буксирувані міни деякий час застосовували в якості буксируваних глибинних бомб. Однак даних про їх успішне використання в цій якості не існує.